# Асбьёрн, Иб
Иб А́сбьёрн (дат. Ib Asbjørn) — датский кёрлингист.
В составе мужской сборной Дании участник чемпионата мира 1973 (заняли десятое место).
Играл на позиции второго.

## Команды
| Сезон   | Четвёртый     | Третий        | Второй     | Первый               | Турниры            |
| ------- | ------------- | ------------- | ---------- | -------------------- | ------------------ |
| 1972—73 | Вигго Хунаеус | Арне Педерсен | Иб Асбьёрн | Ханс-Кристиан Ольрик | ЧМ 1973 (10 место) |

(скипы выделены полужирным шрифтом)